# Palazzo Piacentini (via Veneto)
Il Palazzo Piacentini è un palazzo storico di Roma, sito in via Veneto, nel rione Ludovisi. È sede del Ministero dello sviluppo economico.

## Storia
Il palazzo venne realizzato tra il 1928 e il 1932 da Marcello Piacentini e Giuseppe Vaccaro come sede del Ministero delle corporazioni, su un terreno originariamente occupato dal convento e dall'orto dei frati cappuccini della chiesa di Santa Maria della Concezione dei Cappuccini. Inizialmente concepito come sede della Confederazione nazionale delle corporazioni sindacali, fu invece destinato al neoistituito Ministero delle corporazioni come risultato degli accordi intercorsi tra il ministro Giuseppe Bottai e l'architetto Marcello Piacentini. I costi ammontarono a circa 32 milioni di lire per la costruzione e l'arredamento, oltre a un milione e mezzo per le opere artistiche. Nelle decorazioni e nelle opere d'arte furono coinvolti vari artisti, tra cui Mario Sironi, Antonio Maraini, Ercole Drei, Ferruccio Ferrazzi per gli arazzi e Giovanni Prini per il portale in bronzo.
Il Palazzo fu anche sede della Federazione Repubblicana dell'Urbe fino al 25 aprile 1945.
Non è da confondersi con il palazzo di via Arenula, sede del Ministero della giustizia, che fu realizzato in un tardivo stile neorinascimentale da Pio Piacentini fra il 1913 e il 1920.